# 安真木村
安真木村（あまぎむら）は、福岡県田川郡にあった村。現在の田川郡川崎町の一部。

## 地理
中元寺川と支流安宅川・木城川の流域に位置していた。

## 歴史

### 沿革
- 1889年（明治22年）4月1日 - 町村制の施行により、田川郡安真木村が単独で村制施行し、安真木村が発足[1][2]。大字は編成しなかった[1]。
- 1921年（大正10年）- 安真木信用組合設立[1]
- 1928年（昭和3年） - 安真木郵便取扱所開設[1]
- 1937年（昭和12年）4月1日 - 田川郡川崎町に編入され廃止[1][2]。

### 地名の由来
1887年、町村制施行以前に合併した安宅村、真崎村（上下2村）、木城村の頭文字を組み合わせたもの。

## 産業
主要産業は米・麦などの農業、林業。

## 交通
- 1930年（昭和5年）- この頃、後藤寺 - 安真木間 乗合自動車運行開始[1]

## 教育

### 小学校
- 1912年（明治45年）- 安真木小学校・安宅分校が独立し安宅尋常小学校開設。その後、真崎尋常高等小学校に改称[1]

## 名所・旧跡
- 魚楽園（雪舟作庭、名勝）[1]